# Association des sociologues enseignants du supérieur
 (janvier 2023).
L'Association des sociologues enseignants du supérieur (ASES) est une association française dont la création a été décidée lors d'une assemblée constitutive le 11 janvier 1989, à l'initiative d'un appel de deux sociologues français, Catherine Paradeise et Pierre Tripier, afin d'assurer "la défense et la promotion de la sociologie dans l’enseignement supérieur". Ses statuts ont été déclarés le 26 mai 1989.
L'ASES est un forum de réflexion sur l'enseignement et la recherche en sociologie et en démographie. Elle suit également les recrutements universitaires et l'évolution des carrières dans ces disciplines. En 2001, elle a participé à l'organisation de débats et a pris position dans la controverse liée à la thèse d'Elizabeth Teissier. En 2009, elle a participé à la protestation contre les auto-promotions au sein de la section 19 du Conseil national des universités (CNU).
Ses anciens présidents sont issus de la sociologie française : Catherine Paradeise, Pierre Tripier, Maryse Tripier, Bruno Péquignot, Philippe Cibois, Daniel Filâtre, Régine Bercot et Charles Gadéa.